# Marta Michna
Marta Michna (z domu Zielińska, ur. 30 stycznia 1978 w Głogowie) – polska szachistka, reprezentantka Niemiec od 2007, arcymistrzyni od 1999 roku.

## Kariera szachowa
Do ścisłej czołówki polskich szachistek należała od roku 1994, w którym – debiutując w finale – zdobyła brązowy medal mistrzostw Polski seniorek w Gdańsku. Wielokrotnie startowała w finałowych turniejach o mistrzostwo kraju, łącznie zdobywając 6 medali: złoty (2003), srebrny (2002) i cztery brązowe (1994, 1996, 1998 i 2000).
Duże sukcesy osiągnęła w roku 1995, zdobywając w Żaganiu tytuł mistrzyni Europy juniorek do lat 18 oraz mistrzostwo Polski do lat 18 w Brzegu Dolnym. Rok 1996 był dla niej jeszcze bardziej udany: na Minorce została mistrzynią świata do lat 18, zdobyła również srebrny medal na mistrzostwach Europy do lat 18 w Rimavskiej Sobocie. Rok później zajęła IV miejsce na mistrzostwach świata do lat 20 w Żaganiu. W roku 2000 awansowała do II rundy mistrzostw świata kobiet w Nowym Delhi. W następnym roku ponownie reprezentowała Polskę na mistrzostwach świata w Moskwie, również awansując do II rundy. Po raz trzeci wystąpiła na mistrzostwach świata w roku 2006 w Jekaterynburgu, ale odpadła w I rundzie.
Wielokrotnie reprezentowała Polskę i Niemcy w rozgrywkach drużynowych, m.in.:
- sześciokrotnie na olimpiadach szachowych (w latach 1996, 1998, 2000, 2004, 2008, 2012); dwukrotna medalistka: indywidualnie – złota (1996 – na IV szachownicy) i brązowa (2004 – na IV szachownicy)[4],
- sześciokrotnie na drużynowych mistrzostwach Europy (w latach 2003, 2005, 2007, 2009, 2011, 2013); medalistka: wspólnie z drużyną – złota (2005)[5].

Najwyższy ranking w karierze osiągnęła 1 października 2002 r., z wynikiem 2430 punktów zajmowała wówczas 25. miejsce na liście światowej FIDE, jednocześnie zajmując 1. miejsce wśród polskich szachistek.

## Życie prywatne
Pod koniec lat 90. związana była z Aleksiejem Szyrowem, czołowym szachistą świata, z którym ma córkę Maszę. W 2006 r. wyszła za mąż za mistrza FIDE Christiana Michnę (ur. 1972) i od 2007 r. na arenie międzynarodowej reprezentuje Niemcy. Mieszka w Hamburgu.